# Crossidium woodii
Crossidium woodii är en bladmossart som beskrevs av Richard Henry Zander 1993. Crossidium woodii ingår i släktet Crossidium och familjen Pottiaceae. Inga underarter finns listade i Catalogue of Life.